# 진화시
진화시(중국어 정체자: 金華市, 간체자: 金华市, 병음: Jīnhuá)는 중화인민공화국 저장성에 있는 지급시로, 항저우와 타이저우 사이에 있다. 아열대 계절풍 기후로 사계가 뚜렷하다. 진화 햄으로 유명한 진화시는 돼지 외에도 닭이나 오리의 사육도 활발히 이뤄지고 있다.

## 역사
진화시는 춘추시대 월나라에 속하였고, 진한대는 회계군 아래에 오상현이 설치되었다. 266년, 오나라는 군명을 동양군(東陽郡)이라고 개칭하였고 진화에 군청이 설치되었다. 동양군은 양저우의 관할이었고, 그 하부에 장산현, 오상현, 영강현, 오녕현, 풍안현, 태말현, 신안현, 정양현, 평창현의 9현을 관할하였다. 군청은 장산현에 설치되었다. 556년, 양나라는 진주(縉州)를 설치했지만 562년에 폐지되고, 동양군이 금화군으로 개칭되어 진화의 지명이 처음으로 등장한다.
593년, 수나라는 금화주를 무주(婺州)로 개칭했고, 607년에 다시 동양군이 설치되었다. 621년, 동양군은 무주로 개칭되었고 신양현에는 구주가 새롭게 설치되었다. 742년에 일시적으로 무주가 동양군으로 되돌려졌지만, 758년에 무주로 되돌려져서 송원대까지 이어졌다. 1276년, 주가 폐지되면서 무주로(婺州路)가 설치되었다가, 1358년, 주원장이 무주로를 점령하면서 영월부(寧越府)로 개칭되었고 1360년에 금화부(金華府)가 되었다. 명대에 금화부는 금화현, 난계현, 동양현, 의오현, 영강현, 무의현, 포강현, 탕계현의 8현을 관할해 팔무(八婺)라는 별칭이 있게 되었다.
1914년, 중화민국은 진화 도(金華道)를 설치해, 옛 구주, 엄주부를 관할했다. 1927년에 도가 폐지됨에 따라 각 현은 저장성 직할로 개편되었다. 1932년 6월, 저장성 현 행정감찰전원변사처 제8구를 진화에 설치했고, 9월에는 저장 성 특구 행정독찰전원변사처 제6특구가 설치되었다.
1949년 9월, 진화가 중국 공산당의 세력 하에 놓여지면서 저장성 제8행정구가 설치되었고, 다음달에 진화 전구(金華専区)로 개칭되었다. 1955년 3월에는 취저우 전구가 통합되었고 이후 항저우시, 리수이시 등 인접한 행정구와의 관할 범위의 조정이 실시되었다. 1968년 4월, 진화 전구는 진화 지구(金華地区)로 개편되었고, 1985년 5월에 진화 지구가 폐지되면서 현급시였던 진화시, 취저우시를 지급시로 승격시켜, 우청 구, 란시 시, 진화 현, 융캉 현, 우이 현, 둥양 현, 판안 현, 이우 현, 푸장 현의 7현을 관할하게 했고, 옛 진화 지구가 관할한 현 룽유 현, 카이화 현, 장산 현, 창산 현은 취저우 시의 관할이 되었다. 그 후, 이우 현, 둥양 현, 융캉 현이 현급시로 승격했고, 2002년 12월에 진화 현이 진둥 구로 개편되어 현재에 이른다.

## 기후
| 진화시의 기후                                                 | 진화시의 기후 | 진화시의 기후 | 진화시의 기후 | 진화시의 기후 | 진화시의 기후 | 진화시의 기후 | 진화시의 기후 | 진화시의 기후 | 진화시의 기후 | 진화시의 기후 | 진화시의 기후 | 진화시의 기후 | 진화시의 기후   |
| 월                                                            | 1월           | 2월           | 3월           | 4월           | 5월           | 6월           | 7월           | 8월           | 9월           | 10월          | 11월          | 12월          | 연간            |
| ------------------------------------------------------------- | ------------- | ------------- | ------------- | ------------- | ------------- | ------------- | ------------- | ------------- | ------------- | ------------- | ------------- | ------------- | --------------- |
| 역대 최고 기온 °C (°F)                                        | 25.4 (77.7)   | 29.4 (84.9)   | 34.8 (94.6)   | 34.5 (94.1)   | 36.6 (97.9)   | 37.6 (99.7)   | 40.7 (105.3)  | 41.1 (106.0)  | 39.6 (103.3)  | 35.9 (96.6)   | 31.3 (88.3)   | 24.5 (76.1)   | 41.1 (106.0)    |
| 일평균 최고 기온 °C (°F)                                      | 9.9 (49.8)    | 12.6 (54.7)   | 16.9 (62.4)   | 23.1 (73.6)   | 27.7 (81.9)   | 29.8 (85.6)   | 34.6 (94.3)   | 34.1 (93.4)   | 29.6 (85.3)   | 24.6 (76.3)   | 18.8 (65.8)   | 12.5 (54.5)   | 22.8 (73.1)     |
| 일일 평균 기온 °C (°F)                                        | 6.0 (42.8)    | 8.2 (46.8)    | 12.2 (54.0)   | 18.1 (64.6)   | 22.9 (73.2)   | 25.6 (78.1)   | 29.8 (85.6)   | 29.3 (84.7)   | 25.2 (77.4)   | 20.0 (68.0)   | 14.2 (57.6)   | 8.2 (46.8)    | 18.3 (65.0)     |
| 일평균 최저 기온 °C (°F)                                      | 3.2 (37.8)    | 5.1 (41.2)    | 8.8 (47.8)    | 14.2 (57.6)   | 19.1 (66.4)   | 22.5 (72.5)   | 26.1 (79.0)   | 25.8 (78.4)   | 21.9 (71.4)   | 16.4 (61.5)   | 10.8 (51.4)   | 5.0 (41.0)    | 14.9 (58.8)     |
| 역대 최저 기온 °C (°F)                                        | −9.6 (14.7)   | −8.9 (16.0)   | −1.6 (29.1)   | 0.6 (33.1)    | 8.7 (47.7)    | 13.3 (55.9)   | 18.8 (65.8)   | 18.6 (65.5)   | 13.1 (55.6)   | 2.4 (36.3)    | −2.7 (27.1)   | −6.8 (19.8)   | −9.6 (14.7)     |
| 평균 강수량 mm (인치)                                         | 83.7 (3.30)   | 89.9 (3.54)   | 160.6 (6.32)  | 157.0 (6.18)  | 179.4 (7.06)  | 289.9 (11.41) | 149.9 (5.90)  | 129.9 (5.11)  | 84.9 (3.34)   | 49.6 (1.95)   | 72.4 (2.85)   | 65.4 (2.57)   | 1,512.6 (59.53) |
| 평균 강수일수 (≥ 0.1 mm)                                      | 13.5          | 13.1          | 17.1          | 15.7          | 15.8          | 17.4          | 11.7          | 12.9          | 10.3          | 7.7           | 10.5          | 10.3          | 156             |
| 평균 강설일수                                                 | 3.7           | 2.4           | 0.4           | 0             | 0             | 0             | 0             | 0             | 0             | 0             | 0.1           | 1.4           | 8               |
| 평균 상대 습도 (%)                                            | 74            | 73            | 72            | 71            | 71            | 77            | 69            | 70            | 73            | 70            | 73            | 72            | 72              |
| 평균 월간 일조시간                                            | 93.7          | 97.2          | 116.1         | 139.1         | 157.7         | 134.7         | 235.6         | 219.4         | 163.4         | 157.7         | 124.5         | 120.5         | 1,759.6         |
| 가능 일조율                                                   | 29            | 31            | 31            | 36            | 37            | 32            | 55            | 54            | 45            | 45            | 39            | 38            | 39              |
| 출처: 중국기상국 (평년값: 1991년~2020년, 극값: 1971년~2010년) |               |               |               |               |               |               |               |               |               |               |               |               |                 |

## 행정구역

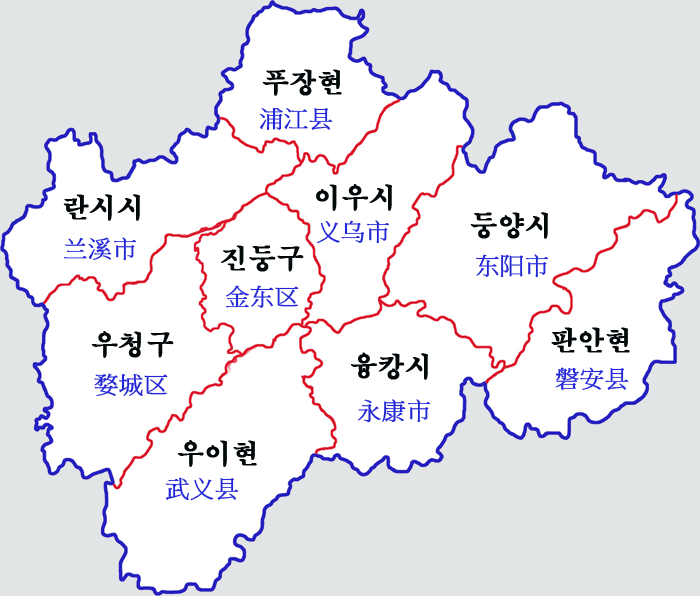
진화 시 현급 행정구역도

2개의 시할구가 있고, 3개의 현을 관할하고 있다. 4개의 현급시가 있다. 시장 도시로 유명한 이우 시가 진화의 현급시이다.
시할구
- 우청구(婺城区)
- 진둥구(金东区)

현급시
- 란시시(兰溪市)
- 이우시(义乌市)
- 둥양시(东阳市)
- 융캉시(永康市)

현
- 우이현(武义县)
- 푸장현(浦江县)
- 판안현(磐安县)

## 출신 인물
- 진량 (남송): 남송의 유학자